# Charles Courtney Curran
Charles Courtney Curran (Hartford, 13 de fevereiro de 1861 – Nova Iorque, 9 de novembro de 1942) foi um pintor norte-americano, conhecido por seus quadros que retratavam figuras femininas.

## Biografia
Charles nasceu em Hartford, em 1861. Seu pai era professor na escola local. Alguns meses depois do início da Guerra de Secessão, a família saiu do Kentucky e se mudou para Ohio, onde se estabeleceu em Sandusky, margenado o Lago Erie, onde o pai de Charles trabalhava na superintendência de escolas da região.
O interesse e a aptidão pela arte de surgiram cedo, quando ele começou a studa na Escola McMicken, em Cincinnati, em 1881, que se tornaria a Escola de Belas Artes de Cincinnati. Estudou por três anos antes de se mudar para Nova Iorque, onde entrou na Academia Nacional de Desenho e na Liga de Artes de Nova Iorque. Muitos de seus esboços desta época retratam moças atraentes da classe trabalhadora da cidade em várias funções.
Charles estava recém-casado de Grace Wickham quando o casal se mudou para Paris, o centro mundial da arte, onde nasceu seu primeiro filho, Louis. Na cidade, Charles ingressou na Academia Julian, onde se concentrou na experimentação de diferentes técnicas de pintura. Muitas de suas obras foram pintadas ao ar livre, mostrando mulheres em vestidos esvoaçantes, aproveitando um dia de sol no campo. Três de seus quadros foram expostos em Salões de Arte na cidade.
Depois de dois anos e meio, a família mudou-se de volta para os Estados Unidos, em 1891. Pelos próximos dez anos, ele dividiria seu tempo entre Nova Iorque, onde o casal tinha um apartamento e onde era seu estúdio, e Ohio, onde morava o restante de sua família e onde costumava passar os meses de verão.

## Morte
Charles morreu em Nova Iorque, em 9 de novembro de 1942, aos 81 anos.

## Galeria

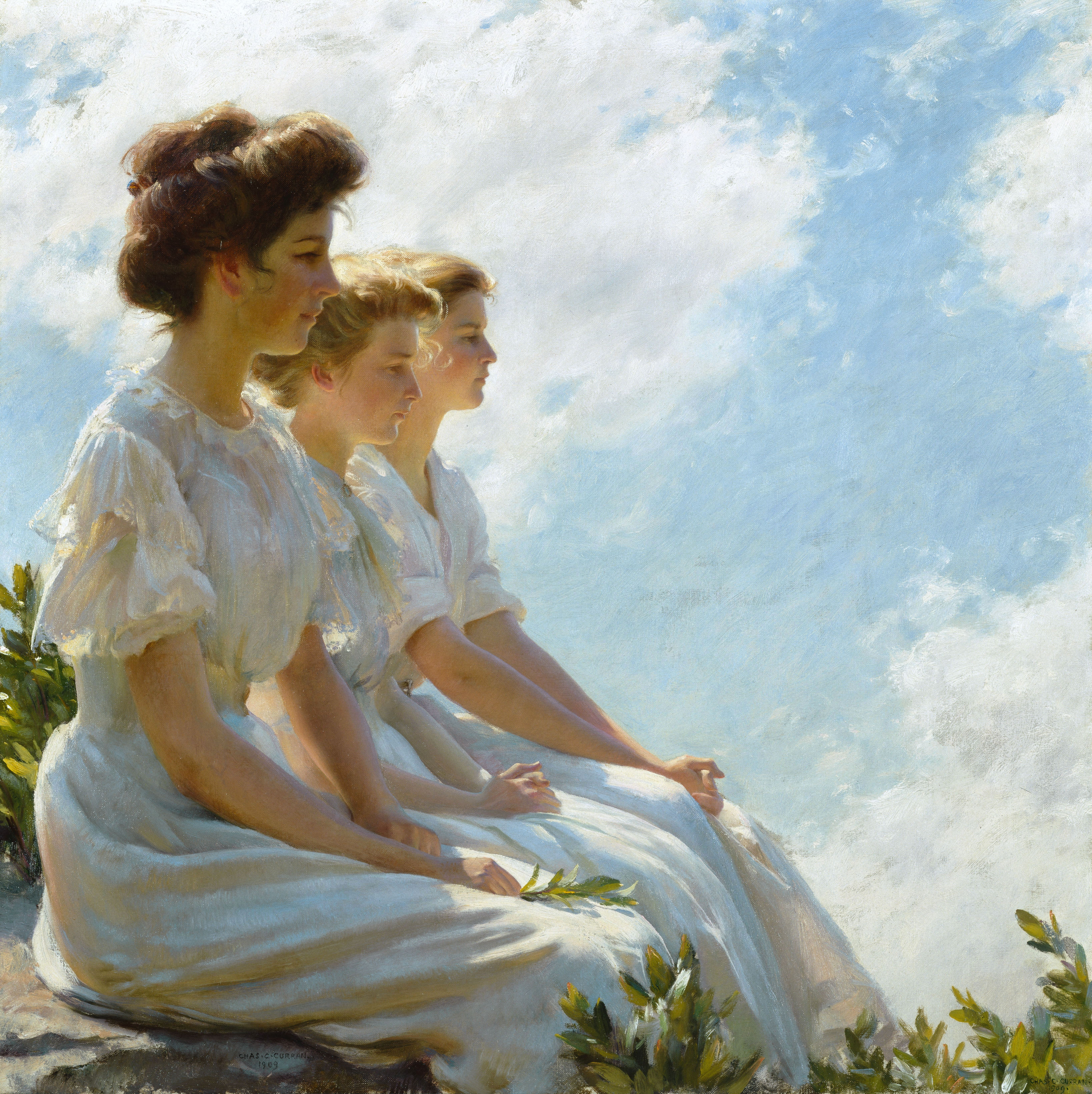
On the Heights, óleo sobre tela, 1909. Brooklyn Museum
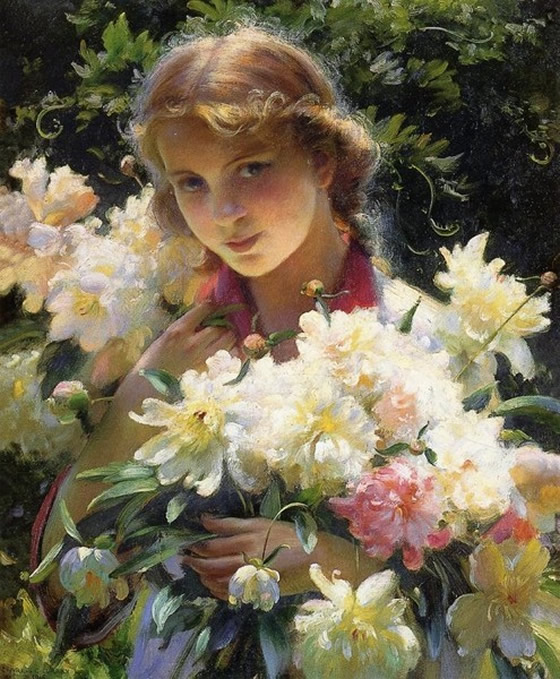
Peonies, óleo sobre tela, 1915
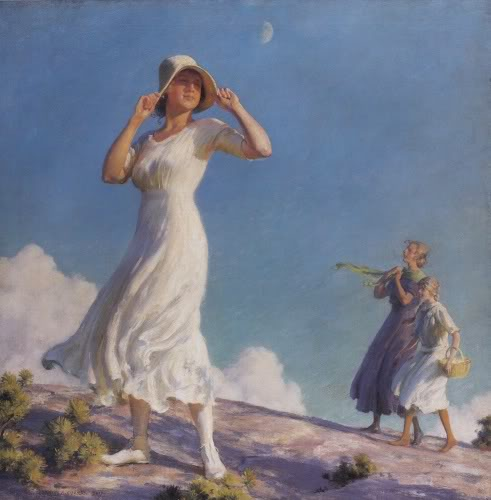
High Country, óleo sobre tela, 1917
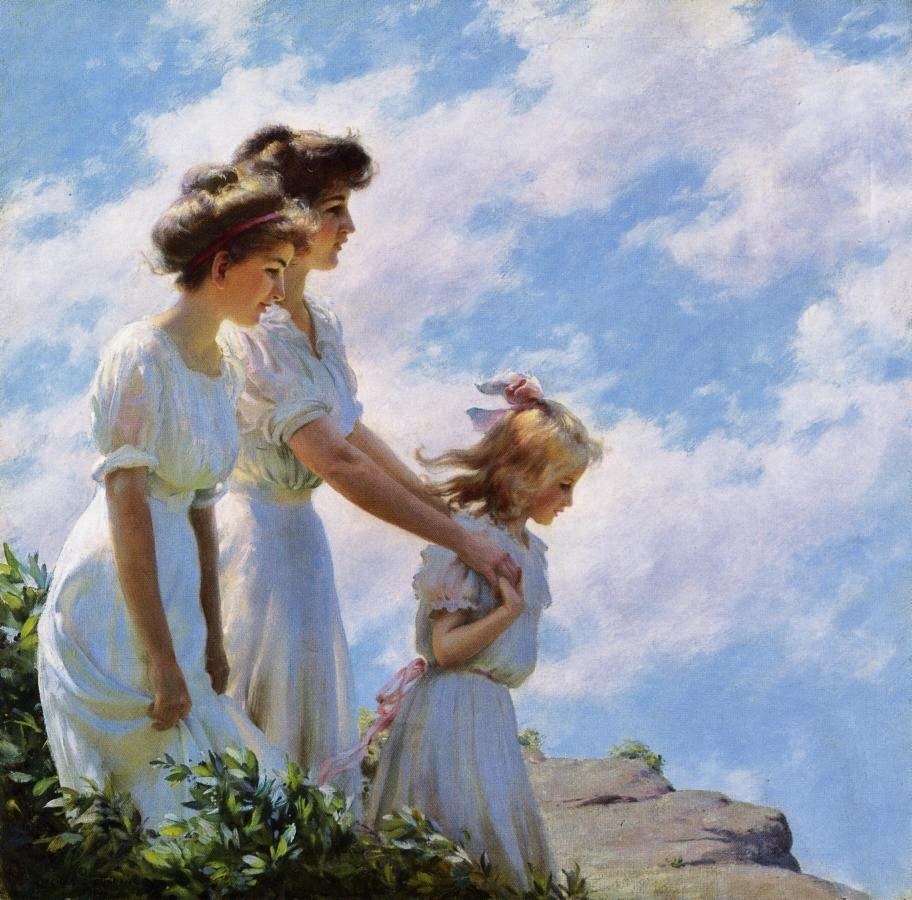
On The Cliff, óleo sobre tela, 1910
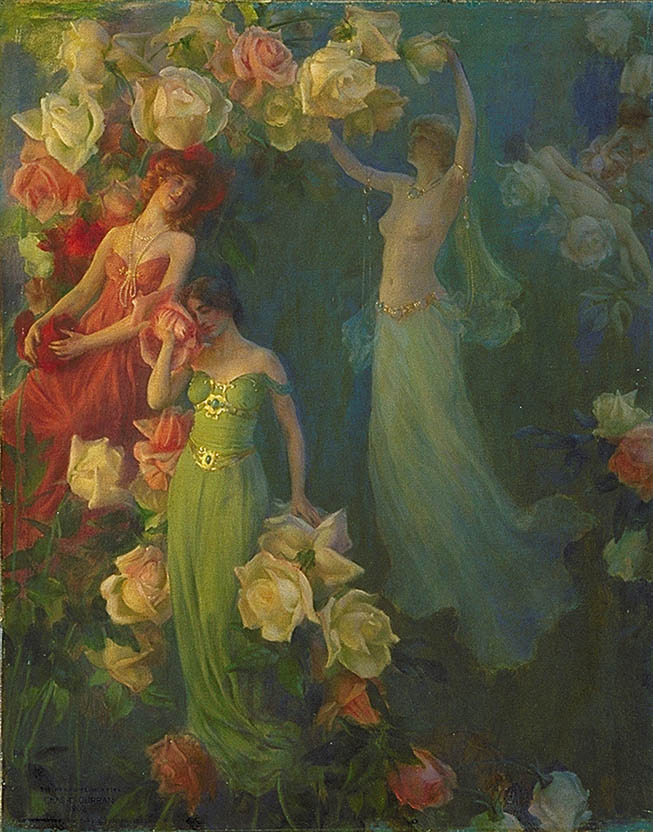
The Perfume of Roses, óleo sobre tela, 1909